# Joseph Anton Stranitzky
Joseph Anton Stranitzky (ur. 10 września 1676 prawdopodobnie w Knittelfeld, zm. 19 maja 1726 w Wiedniu) – aktor i dentysta wiedeński. 

## Zarys działalności
W 1712 wydzierżawił budynek Theater am Kärntnertor (tłum. Teatr przy bramie Karynckiej), pierwszego stałego teatru wiedeńskiego, zbudowanego przez gminę miasta w 1708. Występował w nim jako klaun. Jego ulubioną postacią był Hanswurst (dosł. Jaś Kiełbasa).
Napisał kilka sztuk komediowych, m.in. Hanswurstiaden.

## Dzieła zebrane
- Josef Anton Stranitzky, Hanswurstiaden • Ein Jahrhundert Wiener Komödie, Wien – Residenz 2001, ISBN 3-7017-1028-7